# 波士顿大屠杀

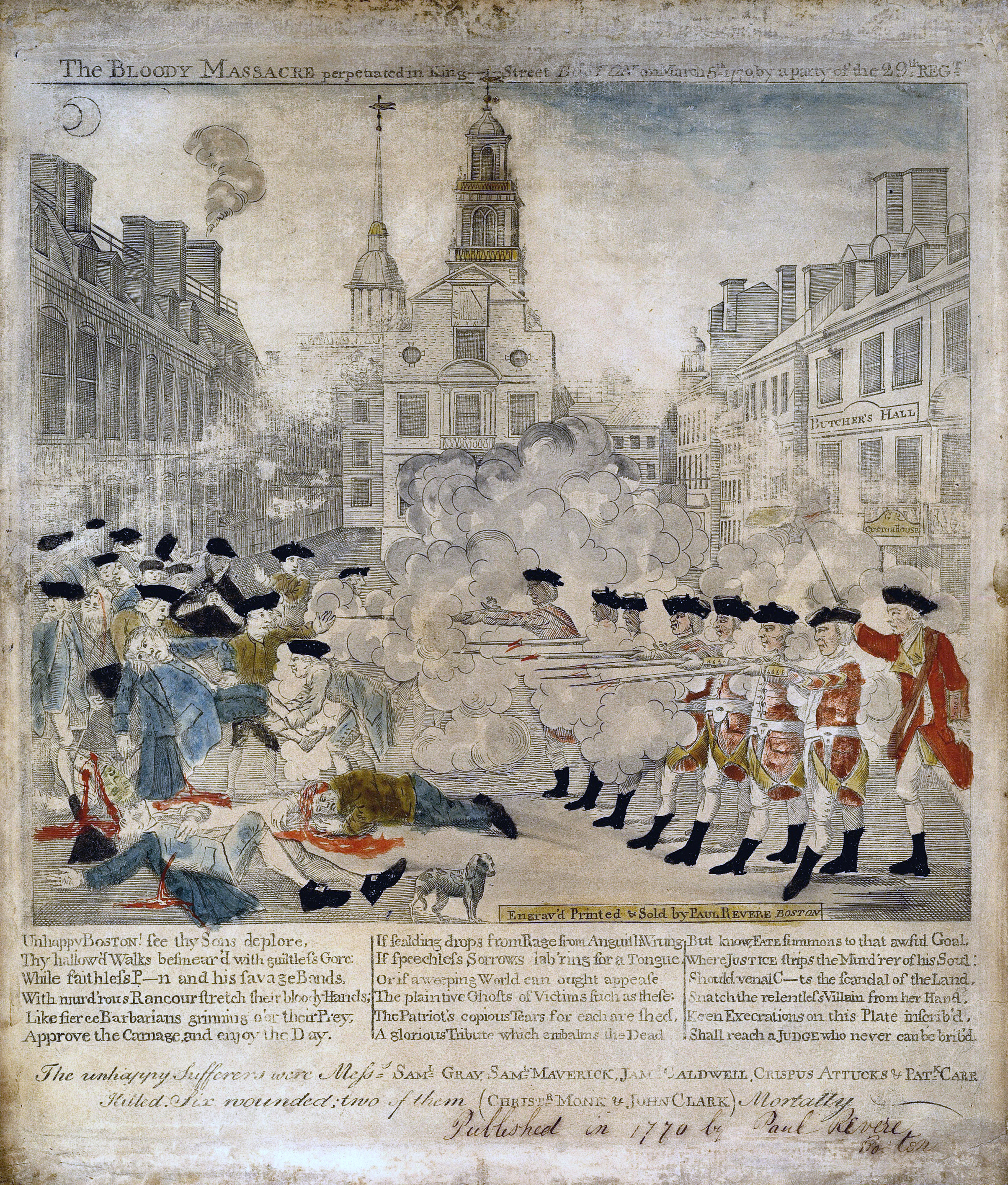
國王街事件

波士頓大屠殺，英國稱之國王街事件（英語：Incident on King Street）是1770年发生在北美殖民地波士顿的國王街（King Street）的一个事件。美國則習慣稱之為波士頓大屠殺（英文：Boston Massacre）。英軍士兵和平民之間發生衝突，有5名平民被槍殺身亡，6人受傷。

## 簡介
英國與北美殖民地在稅收上爆發了爭議，英國政府的經濟壓迫導致了殖民地人士的反感。一開始英國向北美課徵印花稅，被迫廢除后，又向輸入北美的商品如茶葉、砂糖、蘭姆酒、鉛、鐵、油漆、棉花等課徵了巨額稅金，這使得北美更是充滿不滿，許多人表示「無代表，不納稅」，要求英國國會必須賦予殖民地議員席位。1774年， 英國頒佈《不可容忍法案》 ，關閉波士頓港區，增派驻軍，撤銷麻薩諸塞區自治權，確立對殖民地的司法權。英國政府大量駐軍，以武力恫嚇殖民地人民，如波士頓就英軍四千人，但人民不過只有一万六千人。
1770年3月5日，一名英軍軍官購買假髮後回營，但假髮店的店員愛德華‧加里克（Edward Garrick）卻誤會軍官沒付錢，於是向軍官喊叫，軍官解釋之後就打算離去，誰知道他部下的士兵休‧懷特（Hugh White）為軍官抱不平，與加里克發生口角，懷特最後打傷加里克，加里克血流如注，哀號痛哭，憤怒的圍觀民眾立刻包圍懷特。另外一名英軍軍官湯瑪士‧普雷斯頓（Thomas Preston）率領幾個士兵來解救懷特，卻遭到民眾丟擲石塊與毆打，英軍情急之下向羣眾開火，殺死了5名平民，并导致6人受伤。
約翰·亞當斯和罗伯特·崔特·潘恩在當時参与了该案的审判、辯論，約翰‧亞當斯認為士兵們並不是惡意傷人，不過，这一事件激发了英国北美殖民地的反抗，并最终导致了美国革命。
| 前任： 老州议会大厦 | 在波士顿自由之路中的位置 波士顿大屠杀遗址 | 繼任： 法纳尔厅 |